# Ingrid Mittenzwei
Ingrid Mittenzwei (født 14. maj 1929 i Bochum, død 4. august 2012) var en tysk historiker. Fra 1977 til 1990 var hun medlem af redaktionskollegiet til Jahrbuchs für Geschichte des Feudalismus. Fra 1980 til pensioneringen i 1989 var hun professor ved Videnskabsakademiet i DDR.
Mittenzwei blev tildelt Arbejdets banner i 1982 og DDR's nationalpris i 1989.